# Luiz A. Rocha

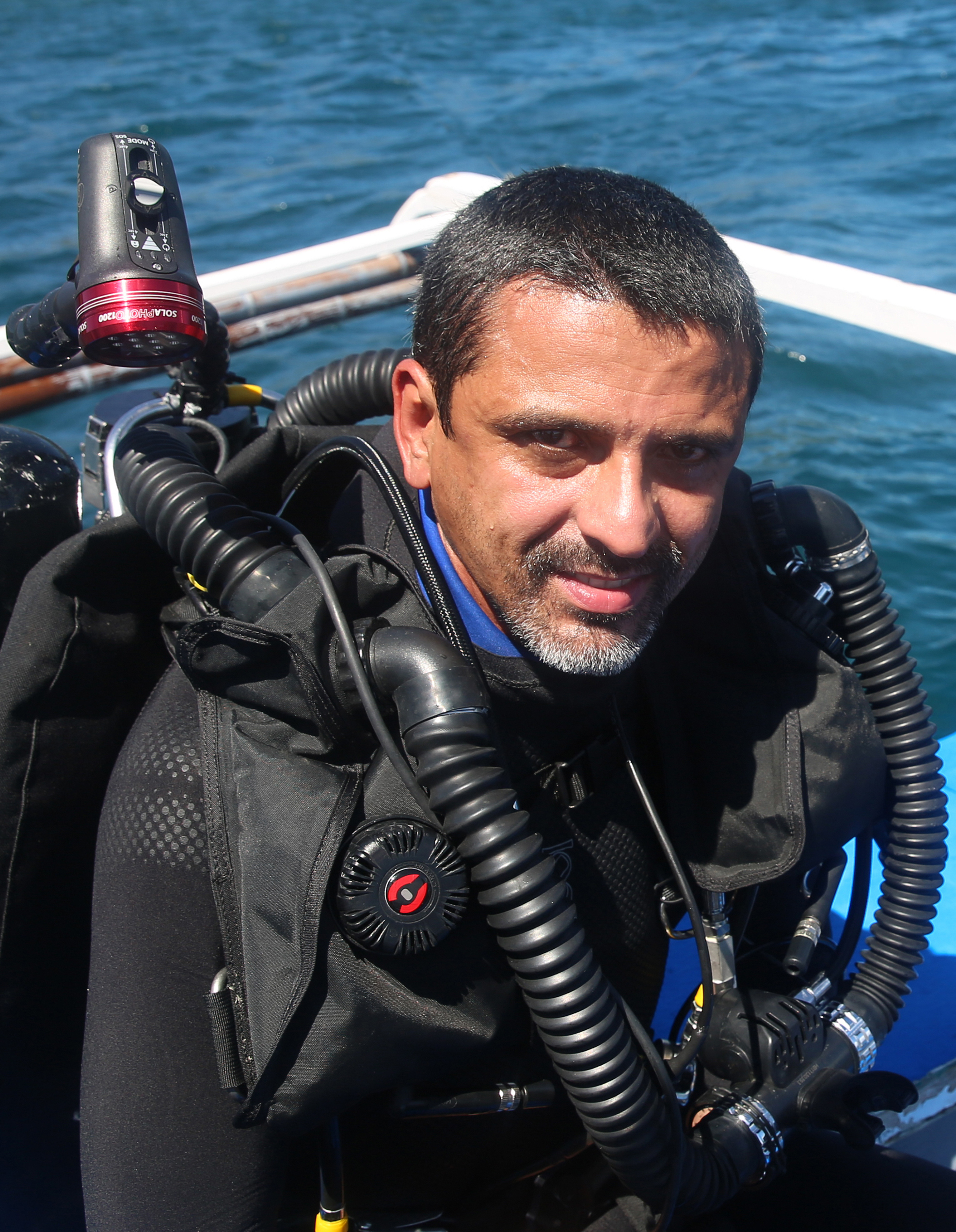
Luiz A. Rocha

Luiz Rocha es un catedrático en temas sobre ictiología, miembro de la Academia de Ciencias de California. También es profesor asociado a la Universidad de California en Santa Cruz, y la Universidad Estatal de San Francisco.
Rocha ha obtenido un doctorado en ciencias acuáticas y pesqueras de la Universidad de la Florida, una licenciatura en biología y una maestría en zoología de la Universidad Federal de Paraiba, Brasil. También realizó trabajos posdoctorales en el Instituto Smithsoniano de Investigaciones Tropicales y en la Universidad de Hawái.
Rocha es autor de un libro y más de cien artículos científicos. Es conocido por sus trabajos de especiación, usando metodologías avanzadas basadas en genómica; también ha explorado activamente la diversidad de los filones coralinos profundos a través de los trópicos.